# Berschnerfall

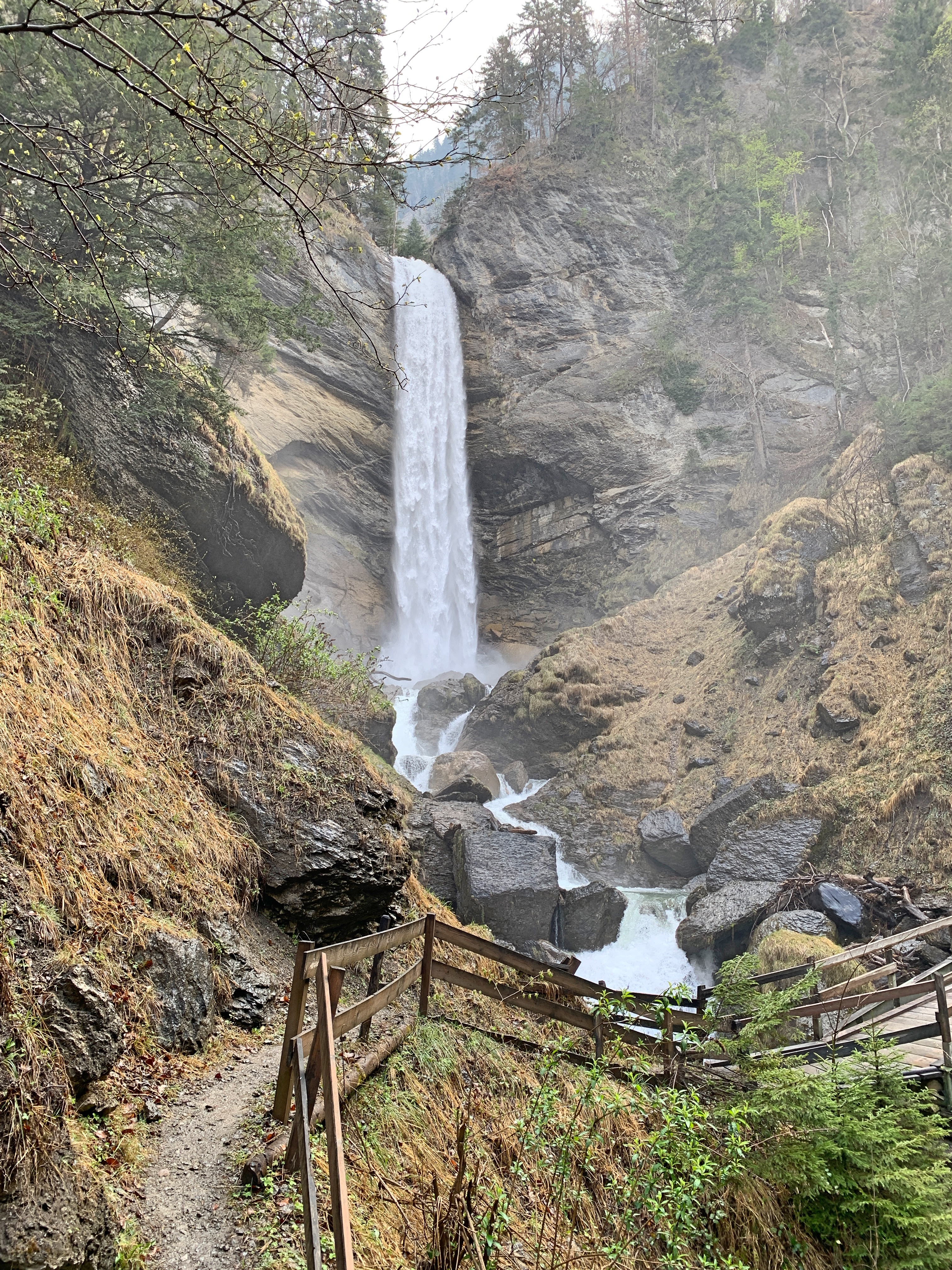
Der Berschnerfall im Frühling, wegen der Schneeschmelze führt der Bach besonders viel Wasser

Der Berschnerfall ist ein Wasserfall in der Nähe von Walenstadt im Schweizer Kanton St. Gallen.
Unter der Flanke der Berge Alvier und Chrummenstein formieren sich kleinere Wasserläufe zum Berschnerbach. Dieser stürzt auf 600 m ü. M. oberhalb des Dorfes Berschis über eine Felswand. So kommt es zum Berschnerfall, dessen Höhe mit 46 Metern angegeben wird.

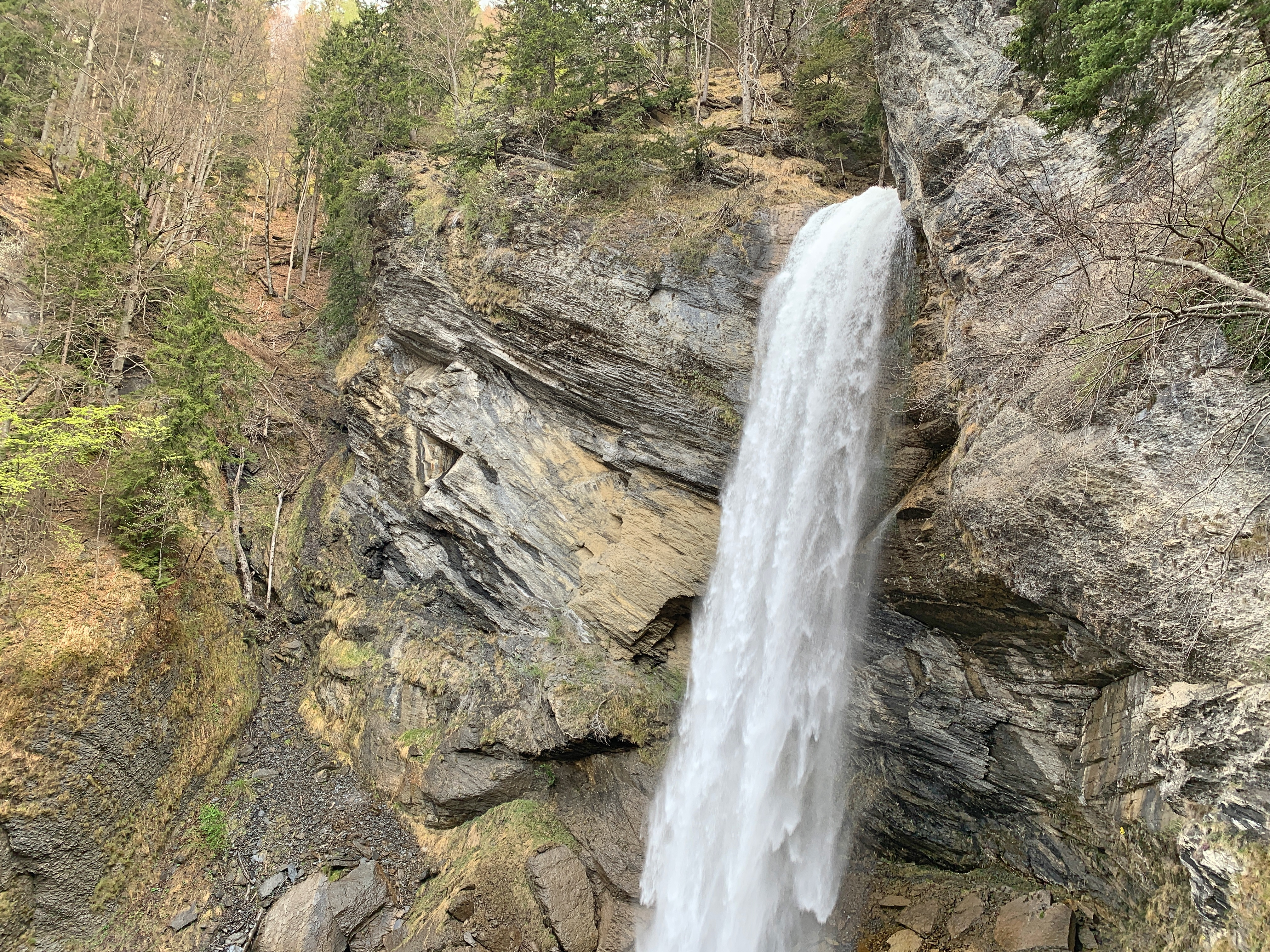
Oberkante des Falles

Der Berschnerfall ist von Berschis, das in der Ebene der Seez nah Walenstadt liegt, nicht zu sehen, er liegt versteckt hinter einer Biegung des Bachtobels. Dank einem Fussweglein durch das Tobel ist er in kurzer Zeit erreichbar. Der Pfad führt zu einer Holzbrücke, die den Bach unterhalb des Falles überquert, Wanderer stehen hier direkt vor den stürzenden Wassern.